# QALY
QALY (z ang. quality-adjusted life year) – wskaźnik stanu zdrowia osoby lub grupy, wyrażający długość życia skorygowaną o jego jakość. Metoda ta stanowi jeden ze sposobów szacowania użyteczności procedur opieki zdrowotnej i systemu ochrony zdrowia.

## Zasady wyliczania QALY
QALY opiera się na (1) liczbie lat życia po zastosowaniu danej interwencji medycznej oraz na (2) jakości tych lat życia (na skali 0–1). Wynik jest uzyskiwany poprzez pomnożenie obu współczynników. 
Pierwsza zmienna oznacza liczbę lat, które pacjent przeżyje po danej procedurze (na przykład, jeśli będzie to 7 lat, współczynnik ten wyniesie 7).
Druga zmienna oznacza subiektywne odczucie satysfakcji z życia w skali od 0 (śmierć) do 1 (pełne zdrowie). Uwzględnia ona w sposób spójny status zdrowotny, psychospołeczny oraz socjologiczny badanej osoby. Uzyskuje się ją pytając pacjenta na ile lat życia w pełnym zdrowiu zamieniłby 10 lat życia przy obecnym stanie zdrowia? Przykładowo, jeśli osoba sparaliżowana wolałaby żyć 1 rok w całkowitym zdrowiu (zamiast 10 lat przy obecnym stanie zdrowia) to stan zdrowia ma dla niej wartość 0,1.
Wydłużenie życia chorego o 6 lat przy jego wartości 0,3 daje zysk 1,8 QALY (6 × 0,3). Warto zauważyć, że wydłużając życie o mniejszą liczbę lat, ale za to bardziej poprawiając jego jakość można uzyskać wyższy wskaźnik QALY. Jest to sposób umożliwiający porównywanie różnych procedur medycznych.

## Ekonomia
Przy porównywalnych wynikach QALY kilku procedur medycznych wybierana powinna zostawać ta, która kosztuje najmniej. W tym kontekście jednostki te odgrywają rolę w analizie ekonomicznej.
W szerszym aspekcie jednostki QALY są wykorzystywane w metodzie CEA (ang. cost-effectiveness analysis).
Celem analizy kosztów-użyteczności jest określenie, jakiej różnicy kosztów porównywanych programów odpowiada różnica w zyskanych latach życia skorygowanych o jakość. Służy do tego tzw. inkrementalny współczynnik użyteczności kosztów (ICUR – ang. incremental cost-utility ratio).
W przypadku, gdy program ochrony zdrowia A jest droższy, ale przynosi lepsze wyniki kliniczne niż program B, ICUR wskazuje, jaki jest dodatkowy koszt uzyskania dodatkowego roku życia w pełnym zdrowiu w przypadku zastąpienia programu B programem A.

## Kontrowersje
Ocena trafności wskaźnika QALY jest dyskusyjna. Część osób ma wątpliwości, czy etyczne jest przekładanie jakości życia nad jego długość. Analiza użyteczności życia powinna być interpretowana ostrożnie, choćby z powodu zmienności wyników u tego samego chorego w obrębie czasu. Ponadto w ankietach, które często są wykorzystywane do ustalania jakości życia przy danym schorzeniu, wyłącznie osoby zdrowe przekładają jakość życia nad czas jego trwania.